# Alexander van der Does de Willebois
Jhr. Alexander Emile Marie van der Does de Willebois (Utrecht, 28 oktober 1928 - Bilthoven, 12 juli 1987) was een Nederlands zenuwarts.

## Biografie
De Willebois promoveerde in Groningen op het proefschrift Vervreemding en verslaving. De studie is gebaseerd op persoonlijk psychotherapeutisch contact met negentig patiënten, gedurende de periode 1958-1960 opgenomen in de alcoholverslavingkliniek Hoog Hullen in Eelde. Hij werkte tot aan zijn dood in het Sint Anthonius Ziekenhuis te Utrecht als afdelingshoofd van de afdeling neurologie, waar hij de positie van zijn in 1963 overleden vader overnam. In 1971 publiceerde hij een artikel in Medisch Contact waarin hij ernstige zorg uitte over de uitvoering van abortus door artsen, onder andere vanwege de liberale opvattingen die heersten bij de KNMG inzake abortus. Dit artikel mobiliseerde een groot aantal artsen met dezelfde zorgen, hetgeen uiteindelijk leidde tot de oprichting in 1972 van het Nederlands Artsenverbond. De Willebois was hier een van de oprichters van, later tevens vicevoorzitter en erelid. De Willebois was een prominent woordvoerder in medisch-ethische debatten over onder andere euthanasie. In 1981 en 1982 gaf hij lezingen in Rimini, georganiseerd door Gemeenschap en Bevrijding. Hij was een van de oprichters van het Katholiek Nieuwsblad. Hij was Ridder van Gratie en Devotie in de Orde van Malta.

## Familie
De Willebois was een telg uit de katholieke adellijke familie Van der Does de Willebois en een zoon van zenuwarts Jan Joseph Marie van der Does de Willebois (1900-1963) en Rosa Joanna Wilhelmina Ingen Housz (1899-1984). Zijn broer Jan Aernout van der Does de Willebois (1930-2007) was cardioloog in het Diaconessen Ziekenhuis in Utrecht. Hij trouwde in 1958 met een Française, uit welk huwelijk zeven kinderen werden geboren.

### Vertalingen
- Connaissance et devaluation du concept del'homme (1975)
- Conversazioni eterodosse: identità', paternità, senso del Sacro (1981)
- Le sens du sacré : réflexions psycho-culturelles sur la vie secularisée (1985)
- Le société sans père (2015)